# 杜爾維治小屋
杜爾維治小屋（英語：The Shed at Dulwich）是一家位於倫敦杜爾維治一間小屋裡的“假冒餐廳”。一位名為乌巴·巴特勒（Oobah Butler）的媒體工作者為《Vice》雜誌策劃了這場惡作劇，通過虛假評分的方式使一家不曾存在的餐廳成為了貓途鷹上倫敦地區排名第一的餐廳。貓途鷹在事件被揭發後將該餐廳從排行榜中撤下。
偽造的菜單以心情為主題，提供了六種“心情”供食客選擇，分別為“色慾”（Lust）、“同感”（Empathetic）、“沉思”（Contemplation）、“愛”（Love）、“舒適”（Comfort）與“喜悅”（Happy）。巴特勒運用各種家居用品拍攝出虛構的食物照片，其中包括剃須泡沫膏與洗碗機洗滌劑。
巴特勒曾經從事撰寫假評論的工作，寫出一個假評論能為他賺取10英鎊的收入。他稱自己“看著菜單，選個食物，然後開始撒謊”。為了讓杜爾維治小屋成為貓途鷹上倫敦地區排名第一的餐館，他讓自己的朋友在貓途鷹上撰寫極多虛假的評論，並給予5顆星的評價。無論如何，杜爾維治小屋獲得了一個一顆星的評分，巴特勒相信該評分是競爭對手打的。
在成為排名最高的餐館之後，巴特勒接獲了許多民眾訂桌的要求，於是他決定讓餐廳營業一晚。他隨意裝點了自己居所的庭院，並找來一位專業廚師使用約1英鎊的即食食品來烹煮當日的餐點 。為了不讓餐廳的位置曝光，他讓食客在巷口等候，並隨意拿了幾塊布讓食客蒙眼，才帶領他們走入巷子前往所謂的“餐廳”。一些食客享用晚餐後，表示他們“還想再光顧”，並稱這家餐廳“值得推薦”。
此次的惡作劇被拿來與當時流行的微餐廳（micro-restaurant）做對比。2017年，米其林星級廚師湯姆格列齊在其位於白金漢郡馬洛的高檔酒吧對面開設了一家名為“小屋”（The Shed）的餐廳。

## 外部連結
- Listing on TripAdvisor, archived on 4 December 2017
- . The Dulwich Society. 28 September 2017  [2018-08-17]. （原始内容存档于2021-02-24）.